# 心肺フィットネス
心肺フィットネス （しんぱいフィットネス、英: cardiorespiratory fitness、CRF）は、持続的な運動中に骨格筋へ酸素を供給する呼吸器系と循環器系の能力のことで、心肺持久力とも言う。CRFは、呼吸器系と循環器系の機能的能力を評価するために、科学者や研究者によって利用される。これらの機能には、呼吸、灌流、ガス交換、血管拡張、そして体内の細胞への酸素輸送を含む。これらの体の機能は個人の健康と密接に関係があるため、CRFは心肺機能に応じた個人の罹患率や死亡率を定量的に評価することを可能にする。
2016年、アメリカ心臓協会は、最大酸素摂取量によって定量的に評価できるCRFは、バイタルサインの一つに分類できるものであり、臨床診療の一環として定期的に評価されるべきものであると、正式に声明を出した。CRFの低下は、心血管疾患リスクと全死因死亡率の増加を示してきた。医学研究者の中には、CRFが、喫煙、高血圧、高コレステロール血症、2型糖尿病、その他の標準的なリスク要因よりもはるかに強い指標であると主張する人もいる。
日常的な運動によってCRFは改善できるため、健康全般を改善しながら、心血管疾患リスクを低下させることができる。
保健医療分野では体力を向上させるために、まず心肺フィットネスが重視される。

## 心肺フィットネスを向上させる事の効果
心肺フィットネスについての大規模臨床試験はこれまで多々なされており、以下のように心肺フィットネスと健康増進は深いつながりがあることが分かっている。
- 心臓死とその他全ての死因の予防に関わること[6]
- 大腸がん、肺がんの予防、および大腸がん、肺がん、前立腺がんによる死亡リスクの低下[7]
- 加齢に伴う血清コレステロール値の上昇を約15年分遅らせることができる[8]